# Susumu Tonegawa
Susumu Tonegawa (Japans: 利根川進, Tonegawa Susumu) (Nagoya, 6 september 1939) is een Japanse wetenschapper die in 1987 de Nobelprijs voor de Fysiologie of Geneeskunde won voor de ontdekking hoe de grote diversiteit aan antilichamen genetisch wordt geproduceerd. Hoewel hij dus een Nobelprijs won voor zijn werk op het gebied van de immunologie, is Tonegawa van oorsprong opgeleid tot moleculair bioloog.

## Biografie
Susumu Tonegawa werd geboren in de Japanse stad Nagoya als tweede van de vier kinderen van Tsutomu en Miyoko Masuko Tonegawa. Vanwege het werk van zijn vader woonde Susumu en zijn oudere broer in bij een oom in Tokio. Hij behaalde in 1963 zijn bachelor aan de universiteit van Kyoto. Hij promoveerde aan de Universiteit van Californië in San Diego, waarna hij post-doctoraal werk deed aan het Salk Institute in die stad, in het laboratorium van Renato Dulbecco. Vervolgens werkte hij voor het Basel Institute for Immunology in Bazel, Zwitserland, waar hij zijn belangrijkste onderzoek verrichtte. In 1981 werd hij aangesteld aan het prestigieuze Massachusetts Institute of Technology (MIT), waar hij het Picower Institute for Learning and Memory oprichtte en daar leiding aan gaf. In 1982 won hij samen met Barbara McClintock (Nobelprijswinnaar in 1983) de Louisa Gross Horwitz Prize van de Columbia-universiteit.

## Werk
Tonegawa gaf de aanzet voor de oplossing van het probleem hoe de miljoenen verschillende eiwitten aan door B-cellen geproduceerde antilichamen in het DNA worden gecodeerd. In 1976 toonde hij aan de hand van experimenten op muizen aan, dat genetisch materiaal zichzelf kan 'reorganiseren', en zo op een efficiënte manier de grote diversiteit aan antilichamen te vormen die nodig is in de afweer tegen ziekteverwekkers. Het proces staat tegenwoordig bekend als V(D)J-recombinatie. Hij vergeleek het DNA van B-cellen (een type witte bloedcel) in volwassen muizen met dat in muisembryo's. Daaruit bleek dat de genen in de volgroeide B-cellen van de volwassen muizen bewogen, gecombineerd en verwijderd werden om zo de diversiteit aan verschillende antistoffen te vormen. Daarnaast vond hij dat de basis voor de codering van essentiële elementen van een antilichaam in het embryonale DNA lag, maar dat ook somatische combinatie en somatische mutatie een rol in dit proces spelen.

## Schandaal
In 2006 werd Tonegawa ervan beschuldigd de aanstelling van een vrouwelijke kandidate, Alla Karpova, voor een positie in het McGovern Institute for Brain Research (een andere, eveneens op neurologisch onderzoek gerichte groep binnen MIT) te hebben tegengewerkt, door haar te hebben laten weten dat zij mogelijk concurrenten zouden worden binnen het MIT. Elf vrouwelijk collega-docenten verzochten de directrice van MIT daarop in een brief om een onderzoek in te stellen naar mogelijk onethisch handelen door Tonegawa. Hoewel een interne commissie concludeerde dat er geen bewijs was voor seksuele discriminatie, legde Tonegawa desalniettemin zijn functie als directeur van het Picower Institute for Learning en Memory neer.